# 村上尚久
村上 尚久（むらかみ なおひさ）は、安土桃山時代から江戸時代にかけての武士。毛利氏の家臣で、長州藩士。因島村上氏の出身で、父は村上尚末。

## 生涯
文禄4年（1595年）、因島村上氏の村上尚末の子として生まれ、毛利秀就と綱広の二代に仕えた。
寛文5年（1665年）10月25日に死去。享年71。子の尚次が後を継いだ。